# 국도 제43호선 (이란)
국도 제43호선(페르시아어: جاده 43, Road 43)은 후제스탄주 반다르에마쉬아르에서 출발하여, 람호모즈까지 이어주는 총 연장 78 km의 거리를 가진 이란의 일반 국도이다. 그래서 이 도로는 86번 국도와 거의 겹친 것으로 드러나고 있다. 특이하게도 이 도로는 지구에서 가장 뜨거운 장소를 관통하고 있는 몇 안되는 국도 노선 중의 하나이기도 하며, 이란의 일반 국도로는 53, 73번 국도 다음으로 세번째로 짧다. 따라서 최단 거리 구간을 가진 국도 번호가 공교롭게도 3이라는 끝자리 번호를 다루고 있어 전부 100km 이하의 총 연장을 가지고 있다.